# روجر بابسون
روجر وارد بابسون (بالإنجليزية: Roger Babson) (6 يوليو 1875 في غلوستر، ماساتشوستس– 5 مارس 1967 في ليك ويلز، فلوريدا) هو رجل أعمال أمريكي ورجل اقتصاد ونظري أعمال عُرِف في النصف الأول من القرن العشرين. اشتهر بتأسيسه كلية بابسون. أسس أيضًا كلية ويبر، والتي تُعرف حاليًا بجامعة ويبر الدولية، في بابسون بارك بولاية فلوريدا، وكلية يوتوبيا التي لم يعُد لها وجود، في يوريكا بولاية كانساس.
وُلد بابسون لوالديه ناثانيل بابسون وإلين ستيرنز ضمن الجيل العاشر من آل بابسون الذي عاش في غلوستر بولاية ماساتشوستس. التحق روجر بمعهد ماساتشوستس للتكنولوجيا وعمل لدى شركات الاستثمار قبل تأسيس منظمة بابسون الإحصائية في عام 1904، والتي تمثل عملها بتحليل الأسهم وتقارير الأعمال التجارية، وتواصل أعمالها حتى اليوم باسم شركة بابسون يونايتد.
في 29 مارس 1900، تزوج بابسون بزوجته الأولى غريس مارغريت نايت، التي توفيت في عام 1956. وفي عام 1957، تزوج من نونا م. دورتي، التي توفيت في عام 1963. توفي بابسون في عام 1967.

## العمل على النظرية المالية
كان نجاح بابسون كمستثمر قائمًا على وجهات نظر غير تقليدية في عمل الأسواق. وفقًا لمدون السيرة الذاتية جون مولكيرن، نسب بابسون دورة الأعمال «إلى قانون الفعل ورد الفعل للسير إسحاق نيوتن... (مع) نظرية زائفة حول إمكانية توظيف الجاذبية في شرح الحركة في أسواق الأوراق المالية». فُسِّرت تقنياته للتنبؤ بحالة السوق في مقالات نُشرت في مجلة تريدرز وورد ومؤسسة أبحاث الجاذبية التي أسسها.
حصل على درجة في الهندسة أثناء التحاقه بمعهد ماساتشوستس للتكنولوجيا. استقطب تأييد العميد ليضم مناهج في الأعمال، ما أسفر عن استحداث سياق يُعرف بـ «هندسة الأعمال». في النهاية، جرى توسيع نطاق برنامج هندسة الأعمال الذي يُنظر له حاليًا على أنه رائد درجة ماجستير إدارة الأعمال.
ألف بابسون أكثر من أربعين كتابًا عن المشاكل الاقتصادية والاجتماعية، كانت كتبه الأكثر قراءة هي مقاييس الأعمال التجارية (ثماني نسخ) ومقاييس الأعمال التجارية للأرباح، والأمان، والدخل (10 نسخ). كتب بابسون مئات المقالات الصحفية وأعمدة الصحف. كان أيضًا محاضرًا مشهورًا في مجال الاتجاهات التجارية والمالية.
كان بابسون مستثمرًا، ومديرًا للعديد من الشركات في بعض الأحيان، بما في ذلك بعض شركات التداول في بورصة نيويورك للأوراق المالية. أنشأ شركة «بابسون» الاستشارية للاستثمار، والتي نشرت واحدة من أول النشرات الإخبارية الاستثمارية في الولايات المتحدة.

### وصايا بابسون العشر للاستثمار
كان لبابسون «عشر وصايا» اتبعها في الاستثمار وشجع القراء على القيام بالمثل. الوصايا هي:
1. افصل بين التكهنات والاستثمارات.
2. لا تنخدع بالمظاهر.
3. احذر الترقيات الجديدة.
4. إيلاء قدرة السوق الاهتمام اللازم.
5. لا تشترِ دون الاستناد لوقائع صحيحة.
6. حماية المشتريات من خلال التنويع.
7. لا تحاول التنويع بشراء أوراق مالية مختلفة من الشركة نفسها.
8. يجب التدقيق في أمر الشركات الصغيرة بعناية.
9. اشترِ الأمن الوافي، لا الوفرة الفائقة.
10. اختر الوكيل الذي تتعامل معه واشترِ المنتج كليًا (لا تشتريه على الهامش).[5]

في 5 سبتمبر 1929، ألقى  بابسون خطابًا قال فيه: «إن الانهيار قادم عاجلًا أم آجلًا، وقد يكون فظيعًا.» في وقت لاحق من ذلك اليوم، انخفضت سوق الأسهم بنسبة 3% تقريبًا. عُرِف ذلك بـ «ثغرة بابسون». سرعان ما أعقب ذلك انهيار بورصة وول ستريت في عام 1929 وأزمة الكساد الكبير.

## وصلات خارجية
- روجر بابسون على موقع إن إن دي بي (الإنجليزية)
- مؤلفات روجر بابسون في مشروع غوتنبرغ
- أعمال أو نبذة عن روجر بابسون على أرشيف الإنترنت
- أعمال روجر بابسون في ليبري فوكس